# Zunacetha
Zunacetha is een geslacht van vlinders van de familie tandvlinders (Notodontidae), uit de onderfamilie Dioptinae.

## Soorten
- Z. annulata Guérin-Meneville, 1844
- Z. bugabensis Druce, 1895